# 390e division de sécurité
La 390e division de sécurité (en allemand : 390. Sicherungs-Division) était une unité des sicherungstruppen (troupes de sécurité en français) de la Heer au sein de la Wehrmacht.

## Historique
La 390. Sicherungs-Division est formée le 20 juin 1944 à partir d'éléments de la 390. Feldausbildungs-Division.
Elle est envoyée sur le Front de l'Est contre l'offensive d'été soviétique de 1944.
Elle est dissoute en décembre 1944 et les éléments sont absorbés par la 79. Volksgrenadier-Division.

## Organisation

### Commandants
| Date                            | Grade           | Commandant  |
| ------------------------------- | --------------- | ----------- |
| 20 juin 1944 - 10 décembre 1944 | Generalleutnant | Hans Bergen |

## Théâtres d'opérations
- Front de l'Est secteur Centre : Juin 1941 - Juillet 1941
- Front de l'Est secteur nord : Juillet 1941 - Décembre 1944

## Ordre de bataille
- verstärkte Regimentsgruppe Sicherungs-Regiment 603
- Divisions-Kampfschule
- Pionier-Kompanie 390
- Nachrichten-Kompanie 390

## Décorations
Des membres de cette division ont été récompensés à titre personnel pour leurs faits de guerre:
- Agrafe de la liste d'honneur : 1